# Oxylaemus variolosus
Oxylaemus variolosus is een keversoort uit de familie knotshoutkevers (Bothrideridae). De wetenschappelijke naam van de soort werd in 1843 gepubliceerd door Leon Dufour.